# Janusz Słowikowski
Janusz Słowikowski ur. 19 marca 1937 roku w Łodzi, zginął tragicznie 16 maja 1971 roku. Poeta, autor znakomitych tekstów piosenek, tłumacz (pierwszy tłumacz tekstów Bułata Okudżawy) dziennikarz.

## Życiorys
Janusz Słowikowski ukończył III Liceum Ogólnokształcące im. Tadeusza Kościuszki w Łodzi, był absolwentem Wydziału Filologicznego Uniwersytetu Łódzkiego. Jego rodzicami byli:  matka – Czesława ( z domu Woźniak), wieloletnia nauczycielka, ojciec – Bolesław Słowikowski, ekonomista i działacz społeczny. Brat – Piotr Słowikowski (1949), dziennikarz, autor filmów dokumentalnych. Żona – Maria Machan. Córka – Dorota.
W czasie studiów Janusz Słowikowski (na przełomie 1955/56 roku) współpracować zaczął ze Studenckim Teatrem Satyry „Pstrąg”, założonym w 1954 roku. Początkowo w brygadzie sceny. Wkrótce wykazał się kunsztem pisania tekstów piosenek, które przyniosły mu sławę, jak np. ”Parasolki, parasolki” z muzyką Piotra Hertla, wykonywane w „Pstrągu” przez Ewę Nagurską, zdobyły rozgłos dzięki Marii Koterbskiej.  Na Festiwalu Sopot 1963 „Parasolki, parasolki” wykonywała Lulu Porter z USA, gdzie tę piosenkę nagrała firma DECCA.
W końcu lat pięćdziesiątych i w następnym dziesięcioleciu powstały jego najlepsze teksty, pisane do „Pstrąga” i na  sceny zawodowe – Teatru Nowego, Teatru 7.15 w Łodzi, do kabaretów „Poddasze” i „Figa”.
Janusz Słowikowski pracował przez wiele lat w Łódzkiej Rozgłośni Polskiego Radia, w redakcjach programów estradowych:  „Wesoły Autobus” i „Program z dywanikiem”

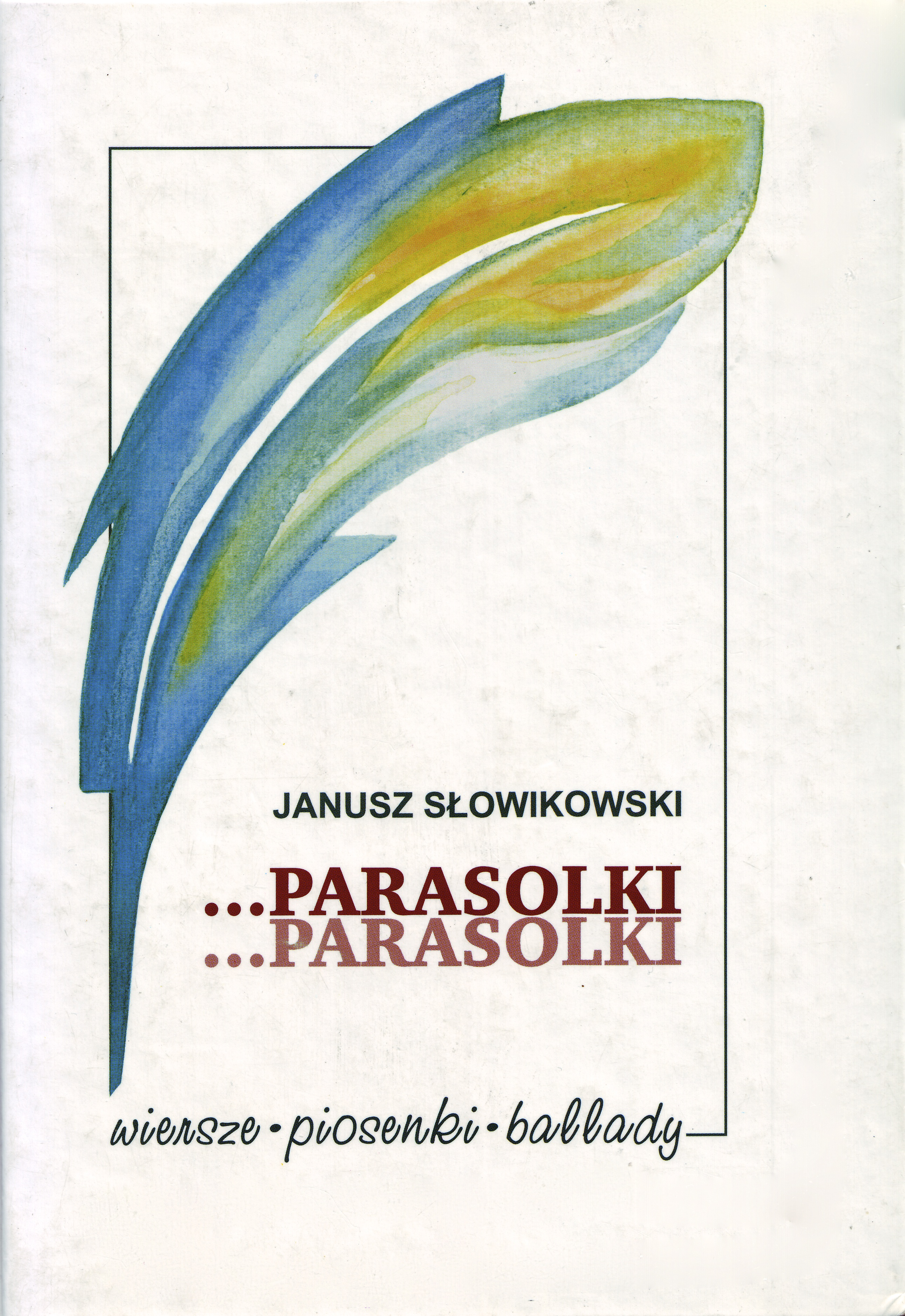
Janusz Słowikowski „Parasolki...Parasolki... wiersze, piosenki, ballady”

Był autorem szeregu satyrycznych piosenek pisanych do audycji radiowych, autorem – wespół z Januszem Kłosińskim  –  sztuki teatralnej dla dzieci „Ali Baba i 40 rozbójników” – premiera w Teatrze Nowym w Łodzi w 1965 roku. Napisał wszystkie piosenki do musicalu „Kariera Nikodema Dyzmy” według Tadeusza Dołęgi-Mostowicza, z muzyką Andrzeja Hundziaka, librettem – Stanisława Powołockiego. Niestety, tej premiery w reżyserii Danuty Baduszkowej w Teatrze Muzycznym w Gdyni – nie doczekał.
Zginął 16 maja 1971 roku na jeziorze Śniardwy po kilkunastu godzinach oczekiwania na pomoc uczestnikom rejsu na przewróconej żaglówce. Janusz Słowikowski miał 34 lata.
Pierwszy program telewizyjny z piosenek Janusza Słowikowskiego powstał już w 1963 roku pt. „Kredą na płocie” w reżyserii Romana Sykały.
Następny pt. „Ballady Janusza Słowikowskiego” w reżyserii Jerzego Woźniaka i Piotra Hertla, nadany został w 1974 roku. W roku 2002 opublikowany zastał najpełniejszy przegląd  twórczości pt. „Parasolki... parasolki... wiersze, piosenki, ballady” – Wydawnictwo „Papier-service”. Spektakl teatralny pt. „Małe miasteczka” w reżyserii  Zbigniewa Szczapińskiego w Teatrze Powszechnym w Łodzi w 2004 roku był najpełniejszą prezentacją piosenek Janusza Słowikowskiego z muzyką Piotra Hertla.

## Twórczość – najważniejsze piosenki

### Piosenki z muzyką kompozytorów
Z muzyką Piotra Hertla: „Parasolki, parasolki”, ”Moja Bezsenność”, „Lorenzo”, „Żołnierze w każdej potrzebie”,  „Powroty”, „A ja jestem zadowolony”, „My trzej ( Trzej z Bałut)”, „Poezjusz”, „Kredą na płocie”, „Ballada o armacie”, „Pułkownik”, „Echa corridy”, „Colt”  „Za ścianą sąsiad”, „Pieśń hiszpańskiego rzeźnika o corridzie w Fiqueras”, „Arabskie lamentacje na temat piszczącego kokosa”, „Strzelnica”, „Gdy gra orkiestra”, „Tango o dwoistości pojęcia władzy”, „W otwartym oknie”, „Ach jak bym coś przeskrobać chciał”, „Ślepy Tommy”, „Serenada kominiarza”, „Trzy słowa”, „Nie chodź do domu”, „W ostatniej trójce”,” Sami sobie literaci”, „Jubileusz”, „Pan Marcin”, „Opowieść o fortepianie”,  „Napoleon nie był wielki”,  „Dwaj znikąd”.
Z muzyką Czesława Majewskiego:  „Tam, gdzie byłem”, „Trzydziestego”.
Z muzyką Włodzimierza Korcza:  „Zieleń z lasu odleciała”, „Koloryści jesieni”, „Dopóki cisza nie pęknie”.
Z muzyką Janusza Kaźmierczaka:  „Piosenka myśliwych”, „Stara muzyka”, „Wędkarski walczyk”.
Z muzyką Piotra Marczewskiego:  „Za lasami dębowymi”, ”Pozłacany budzik”.
Z muzyką Jerzego Abratowskiego: ”Przedmieściowa ballada o kocie i oprychu”.
Z muzyką Krzysztofa Cwynara:  „Cienie”.
Z muzyką Włodzimierza Wandera:  „Przeciera się”, „Nie wierzę”.
Z muzyką Tadeusza Woźniakowskiego:  „Zawołaj”, „Pan Antoni”, „Automobilem”.

### Piosenki z filmów
Z muzyką Jerzego Krzemińskiego „Gramofon”, „Opowiadał wróbel strachom” (z Piotrem Janczerskim) z filmu „Milion za Laurę” w reżyserii Hieronima Przybyła, 1971.

### Piosenki dla zawodowych scen teatralnych
„Ballada o kulawym sercu” i „Piosenka Rozalki” z muz. Piotra Hertla do spektaklu „Nie igra się z miłością” Alfreda de Musset w reżyserii Jerzego Antczaka w Teatrze Nowym w  Łodzi 1959 r.
„Rozchoruj się” z muz. Piotra Hertla, ze spektaklu „Lekarz mimo woli” Moliera,  w reżyserii Jerzego Waldena w Teatrze 7.15 w  Łodzi 1964.

### Z przekładów zBułata Okudżawy
„Błękitny balonik”, „Czarny kot”, „Nie wierzcie piechocie”, „Piosenka o durniach”, „Papierowy żołnierzyk”, „Trzy razy”, „Piosenka amerykańskiego żołnierza”, „Żołnierskie buty”.